# Rudník v Krkonoších
Rudník, bis 1952 Heřmanovy Sejfy (deutsch Hermannseifen) ist eine Gemeinde in Tschechien. Sie liegt sechs Kilometer nördlich von Hostinné und gehört zum Okres Trutnov.

## Geographie

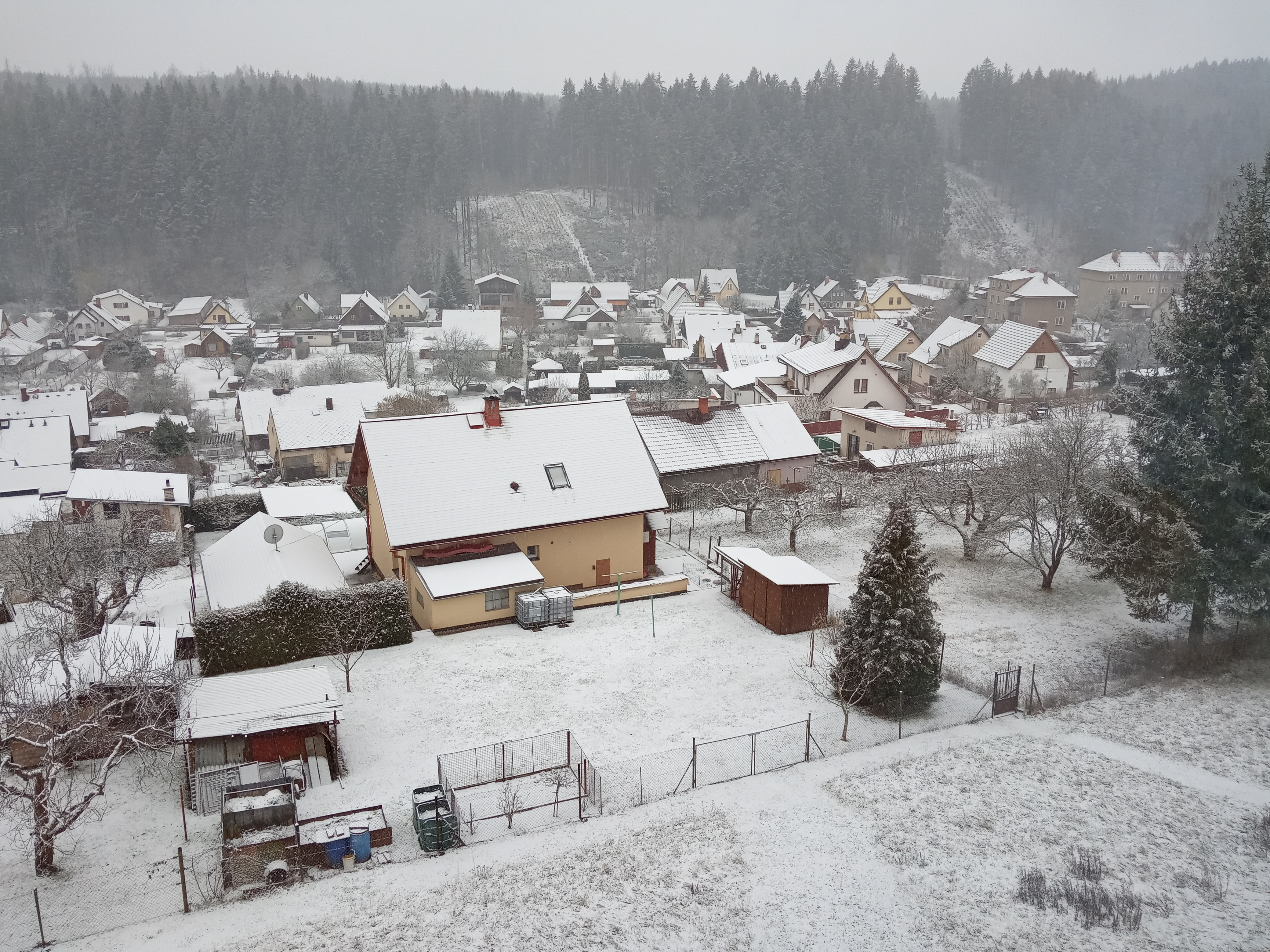
Rudnik Terezin

Die in ein Ober-, Mittel- und Niederdorf unterschiedene Ortschaft Rudník erstreckt sich am südlichen Fuße des Riesengebirges im Tal des Baches Bolkovský potok (Seifenbach) bis zur Mündung in den Luční potok und an diesem bis ins Tal der Čistá (Lauterwasser). Nördlich erheben sich die Černá hora (Schwarzenberg, 1299 m) und die Zlatá vyhlídka (Goldene Aussicht, 806 m), im Nordosten die Hladíkova výšina (Ladighöhe, 768 m) und die Janská hora (Kalkberg, 728 m), südöstlich die Kamenná (Forstergestein, 543 m) und die Červená výšina (Rote Höhe, 519 m), im Südwesten die Planinka (495 m) und Pastvina (502 m), westlich der Spálov (506 m) und im Nordwesten die Smrčina (Fichtenkoppe, 686 m). Gegen Osten liegt das Waldgebiet Dlouhý les (Langer Wald).
Nachbarorte sind Bolkov, Zlatá Vyhlídka und Janské Lázně im Norden, Hladíkova Výšina und Svoboda nad Úpou im Nordosten, Janovice und Javorník im Osten, Leopoldov und Čermná im Südosten, Arnultovice im Süden, Terezín im Südwesten, Lázně Fořt und Fořt im Westen sowie Čistá v Krkonoších im Nordwesten.

## Geschichte
Der Ort wurde wahrscheinlich im 13. Jahrhundert durch Bergleute gegründet, die am Fuße des Riesengebirges Gold, Silber, Kupfer und Eisen förderten. Die älteste schriftliche Nachricht, von der angenommen wird, dass sie sich auch auf diese Ansiedlung bezieht, steht im Zusammenhang mit der Schlacht bei Liegnitz von 1241. Darin wird berichtet, wie sich die Bergleute aus beiden Seiten des Gebirges dem Christlichen Heer anschlossen, das sich dem Eroberungszug der Mongolen entgegenstellte.
Der älteste urkundliche Nachweis des zu den Besitzungen des Puta von Turgov gehörigen Dorfes Hermannsseyf erfolgte 1354 im Zusammenhang mit der Pfarrkirche St. Wenzel. Hensil von Turgov auf Arnau verkaufte 1383 der Arnauer Bürgerschaft eine Hube Zins in Hermannseifen. Im Jahre 1359 wurde der Ort als Hermannsisen bzw. Hermannsiwe, 1369 als Hermansdorph, 1385 Hermansstift, 1411 als Hermaniseiff, 1493 als Seufen, 1516 als Hermzayff, 1615 als Hermonzeyff und 1713 als Herrmanseuffen bezeichnet.
Seit den Hussitenkriegen gehörte das Gut zu den Besitzungen der Brüder Johann († 1434) und Hynek Kruschina von Lichtenburg. Im Jahre 1424 wurde die Gegend bei der Belagerung von Arnau durch das Heer Jan Žižkas heimgesucht. 1521 kaufte Zdeněk von Waldstein die Herrschaft Arnau mit allem Zubehör von Johann von Wartenberg. Unter Georg von Waldstein († 1584), der die Herrschaft 1548 übernahm, hielt die Reformation Einzug. 1590 erfolgte eine Teilung der Herrschaft, bei der Hannibal von Waldstein nach dem Tode seiner Brüder die Dörfer Arnsdorf, Hermannseifen und Polkendorf erhielt und daraus das Allodialgut Hermannseifen bildete. Als Herrschaftssitz ließ er zu Beginn des 17. Jahrhunderts im unteren Teil des Dorfes ein Schloss errichten. Neben diesem entstand in jener Zeit auch das erste hölzerne Schulhaus. 1622 verstarb der Hauptmann des Königgrätzer Kreises, Hannibal von Waldstein auf Hermannseifen, Arnau und Welichow, im Alter von 46 Jahren. Die Herren von Waldstein förderten den Bergbau und das Hüttenwesen, seit dem 16. Jahrhundert gewann die Landwirtschaft zunehmend an Bedeutung.
Zum Ende des Dreißigjährigen Krieges wurde die Hermannseifener Kirche 1640 in der Rekatholisierung als erneut dem hl. Wenzel geweihte Filialkirche der Pfarre Arnau unterstellt. Dies änderte nichts daran, dass die Bevölkerung protestantisch blieb. Außer der vierköpfigen katholischen Familie des Burggrafen Hendrich Patzelt lebten im Jahre 1651 343 Nichtkatholiken in dem Dorf. 1677 wurde in Hermannseifen eine eigene katholische Pfarre eingerichtet. Leopold Wilhelm Reichsgraf von Waldstein gründete im selben Jahre die nach ihm benannte Siedlung Leopoldesdorf (Leopoldov). Hermannseifen blieb bis 1706 im Besitz des Geschlechts von Waldstein, danach erwarben die Fürsten zu Schwarzenberg das Gut und schlossen es an ihre Herrschaft Wildschütz an. 1709 beteiligten sich auch Bauern aus Hermannseifen am ostböhmischen Bauernaufstand. Im Laufe des 18. Jahrhunderts hielt die Leineweberei als bedeutsame Erwerbsgrundlage Einzug. Bei der 1771 eingeführten Hausnummerierung wurden in Hermannseifen 218 und in Leopold 20 Häuser gezählt. Am 26. März 1775 zogen von Hermannseifen aus zahlreiche aufständische Bauern zusammen mit Verbündeten aus Forst, Polkendorf und Mohren zum Schloss Wildschütz und ließen sich ihre Freiheitsforderungen schriftlich bestätigen. Während des Bayerischen Erbfolgekrieges fielen im August 1778 preußische Truppen im Dorf ein. Zwischen dem 26. August und dem 7. September 1778 bezog König Friedrich der Große Stellung auf dem Höhenzug zwischen Forst, Schwarzenthal und Ober Langenau. Nach Beendigung der Kampfhandlungen bereiste Kaiser Joseph II. die Schauplätze der Kämpfe im Riesengebirge und nächtigte in Hermannseifen bei Jakob Fiedler. Nach dem Erlass des Toleranzpatentes von 1781 bildete sich in Hermannseifen eine protestantische Gemeinde, die am 24. Juli 1786 ein evangelisches Bethaus weihte. Johann Fürst von Schwarzenberg tauschte 1789 die Herrschaft Wildschütz mit dem angeschlossenen Gut Hermannseifen bei Kaiser Joseph II. gegen Borovany ein. 1790 kaufte der Arnauer Textilfabrikant Johann Franz Theer die Herrschaft. Vier Jahre später gründete er die Siedlung Johannisgunst. 1807 gab es in Hermannseifen und Wildschütz einen weiteren Bauernaufstand gegen die Fronleistungen. Im Jahr darauf erwarb sein Sohn Franz Theer Freiherr von Silberstein die Güter. Er ließ 1813 unterhalb des alten Schlosses neben der Bleiche ein von einem prächtigen Park umgebenes neogotisches Schloss errichten. Das zusammengefallene Schloss ließ Josef Karl Theer von Silberstein († 1839) 1815 zur Brauerei und Weinbrennerei umgestalten und verpachtete es an den Juden Wolf Müller. Mit dem Erbvertrag von 1815 wurde das Gut Hermannseifen von der Herrschaft Wildschütz abgetrennt und ging an Josef Karl Theer Freiherr von Silberstein über. In der alten Mühle entstand eine Papiermühle und neben der Kirche im Jahre 1818 ein neues steinernes Schulgebäude. 1832 brach die Cholera aus. Im Jahre 1834 umfasste das Allodialgut Hermannseifen mit den angeschlossenen Lehngütern Mohren und Helfendorf die Dörfer Arnsdorf, Hermannseifen, Helfendorf, Polkendorf, Leopold, Mohren und Johannesgunst mit insgesamt 3692 Einwohnern. Hermannseifen hatte 1804 Einwohner und bestand aus 267 Häusern, darunter die an die Gebrüder Kiesling verpachtete Papiermühle und weitere vier Mühlen. Im Jahre 1836 ließ Josef Karl Theer von Silberstein oberhalb des neuen Schlosses im Tal der Čistá die Siedlung Theresiental anlegen, die er nach seiner Freu Theresia, geborene Pulpan von Feldstein benannt hat.
Nach der Aufhebung der Erbuntertänigkeit löste sich Polkendorf von Hermannseifen los. Beide Orte bildeten ab 1850 zwei eigenständige Gemeinden im Gerichtsbezirk Arnau bzw. im Bezirk Hohenelbe. Zur Gemeinde Hermannseifen gehörten seit dieser Zeit die Ortsteile Johannesgunst und Leopold. Im Jahre 1879 verkaufte Adolf Theer von Silberstein das Gut Hermannseifen an Friedrich Wihard aus Liebau in Schlesien. Dieser verkaufte es 1880 an den Textilfabrikanten Johann Adam Kluge (Garnkluge). Im Jahre 1921 bestand die Einwohnerschaft aus 2272 Personen, von denen 2109 deutschsprachig und 109 tschechischsprachig waren. Nach der Gründung der Tschechoslowakei wurde die Gemeinde 1922 dem neuen Gerichtsbezirk Arnau zugeordnet. Im Jahre 1930 lebten in dem Ort 2622 Personen, 1939 waren es 2698. Beim nächtlichen Unwetter vom 20. zum 21. Juni 1934 wurde das „Gunster Kreuz“ durch einen Blitzeinschlag zerstört. Infolge des Münchner Abkommens wurde Hermannseifen 1938 dem Deutschen Reich angeschlossen, von deutschen Truppen besetzt und gehörte bis 1945 zum Landkreis Hohenelbe.
Nach dem Zweiten Weltkrieg wurde der Ort durch Truppen der Sowjetunion besetzt und kam zur Tschechoslowakei zurück. Am 29. Juni 1945 wurden fünf Männer aus Heřmanovy Sejfy auf Befehl des Garnisonskommandanten von Hostinné wegen verbotenem Waffenbesitzes vor allen Einwohnern standrechtlich hingerichtet Infolge der Vertreibung der Deutschen aus der Tschechoslowakei ging die Einwohnerzahl stark zurück. Der Ortsname Hermannseifen wurde in die tschechische Sprache übersetzt. Im Jahre 1946 erfolgte die Eingemeindung von Bolkov. Am 16. Februar 1952 erfolgte die Umbenennung von Heřmanovy Sejfy in Rudník. Zum 1. Juni 1960 erfolgte die Eingemeindung von Javorník, 1980 kam noch Arnultovice als Ortsteil hinzu. Nach der Aufhebung des Okres Vrchlabí wurde Rudník mit Beginn des Jahres 1961 dem Okres Trutnov zugeordnet. Bolkov, Janovice, Leopold und Terezín verloren 1980 ihren Status als Ortsteile.

## Ortsgliederung
Die Gemeinde Rudník besteht aus den Ortsteilen Arnultovice (Arnsdorf), Javorník (Mohren) und Rudník (Hermannseifen). Weitere Siedlungseinheiten sind Bolkov (Polkendorf), Janovice (Johannesgunst), Lázně Fořt (Forstbad), Leopoldov (Leopold) und Terezín (Theresienthal). Außerdem gehören zum Gemeindegebiet die Baudensiedlungen Hladíkova Výšina (Helfendorf) und Zlatá Vyhlídka (Goldene Aussicht).
Das Gemeindegebiet gliedert sich in die Katastralbezirke Arnultovice, Bolkov, Javorník v Krkonoších und Rudník.

## Sehenswürdigkeiten

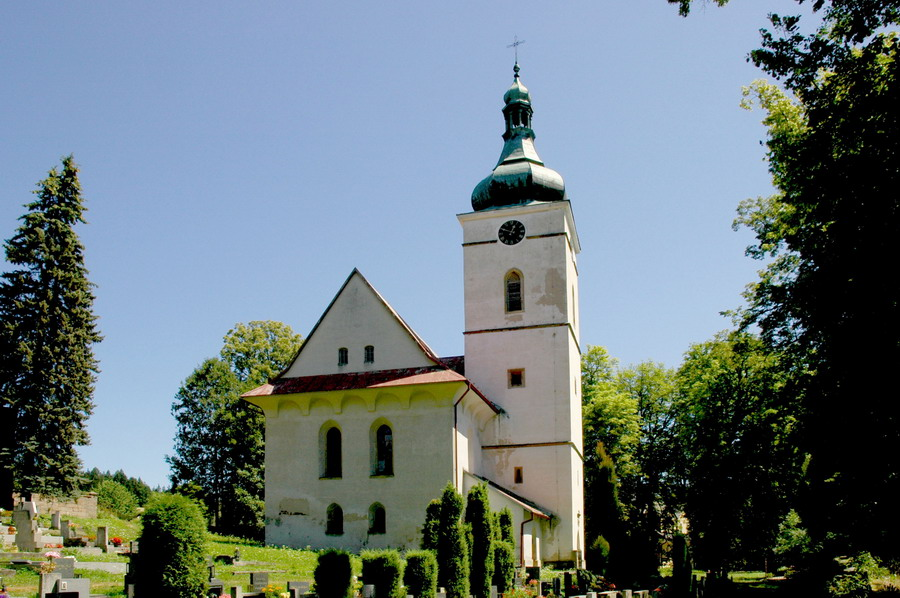
Kirche St. Wenzel

- Pfarrkirche St. Wenzel, die seit 1354 nachweisbare gotische Kirche wurde zwischen 1598 und 1602 im Renaissancestil umgestaltet. An der Friedhofsmauer befindet sich der Grabstein für Hannibal von Waldstein († 1622). 1969 wurde die Kirche durch einen Brand schwer beschädigt, die Restaurierungsarbeiten wurden 1978 abgeschlossen. An der Kirche wurde im Jahre 2001 feierlich eine Gedenktafel für die Opfer der Erschießung vom 29. Mai 1945 angebracht.
- Altes Schloss, der zwischen 1607 und 1622 im Mitteldorf errichtete Bau stürzte im 18. Jahrhundert teilweise ein, er wurde 1815 zu einer Brauerei umgebaut. Erhalten sind Reste von Sgraffito, an der Ostseite das Wappen des Erbauers Hannibal von Waldstein und das Allianzwappen von 1717 sowie an der Westseite das Wappen von Hannibal von Waldsteins Frau Katharina Berka von Duba und Leipa
- Neugotisches Neues Schloss im Niederdorf, errichtet 1813 für Johann Franz Theer, wegen seiner Lage an der Ortsgrenze zwischen Nieder Hermannseifen und Arnsdorf wurde es früher als Arnsdorfer Schloß bezeichnet.
- Katholisches Pfarrhaus, Barockbau aus dem Jahre 1766
- Statue des hl. Johannes von Nepomuk, am Pfarrhaus, geschaffen 1720 auf Initiative von Pfarrer Christoph Seidel
- Toleranzkirche, Ruine der evangelischen Kirche am nördlichen Ortsausgang, der 1785–1786 errichtete Bau wurde im 2. Weltkrieg zerstört und blieb nach 1945 dem Verfall preisgegeben

## Persönlichkeiten

### Ehrenbürger
- 2010: Stanislav Wajsar (* 1942), Lehrer, Bibliothekar und Ortschronist

### In Rudník v Krkonoších geboren
- Edgar Stiller (* 1904; † nicht bekannt), SS-Offizier, der Ende April 1945 bei der Befreiung der SS-Geiseln in Südtirol eine wichtige Rolle spielte
- Manfred Hollmann (1929–2012), Maler und Grafiker
- Peter Bartha (1937–2015), Mineraloge